# György Kárpáti
György Kárpáti, né le 23 juin 1935 à Budapest et mort le 17 juin 2020 dans la même ville, est un joueur de water-polo hongrois. 
Joueur de l'équipe de Hongrie de water-polo masculin, il est champion olympique aux Jeux olympiques d'été de 1952, aux Jeux olympiques d'été de 1956 et aux Jeux olympiques d'été de 1964 et médaillé de bronze olympique en 1960. Il est sacré à trois reprises champion d'Europe (en 1954, 1956 et 1962). 
Il a joué en club pour le Ferencvárosi TC.
Il intègre l'International Swimming Hall of Fame en 1982.